# Haikyū!! To The Top
Haikyū!! To The Top (jap. ハイキュー！！ To The Top) – czwarty sezon telewizyjnego serialu anime Haikyū!! wyprodukowanego na podstawie mangi autorstwa Haruichiego Furudate o tej samej nazwie, emitowany od 10 stycznia do 18 grudnia 2020 na antenach MBS, TBS, BS-TBS, CBC, IBC. Sezon składa z 25 odcinków, obejmujących tomy od 22 do 33 (rozdziały 191–296). Emisję czwartego sezonu poprzedziły dwa odcinki OVA zatytułowane kolejno Riku VS Kū (jap. 陸VS空) oraz Ball no „Michi” (jap. ボールの"道" Bōru no „Michi”), które są uzupełnieniem wydarzeń pomiędzy trzecim a czwartym sezonem anime.

## Produkcja i premiera
Pierwsze zapowiedzi miały miejsce 22 grudnia 2018 przy okazji festiwalu Jump Festa '19, w którym zapowiedziano produkcję nowej serii anime. Ponadto produkcja podkreśliła, że specyficznie nie nazywa tego czwartym sezonem. Konkretniejsze informacje zostały zdradzone 18 sierpnia 2019 podczas wydarzenia Haikyū!! no hi zenjitsu-sai, wtedy ogłoszono datę premiery datowaną na styczeń 2020, natomiast emisja przewidziana została w paśmie Super Animeism na antenach MBS i TBS. Ponadto zapowiedziano wydanie dwóch odcinków OVA zatytułowanych kolejno Riku VS Kū (jap. 陸VS空) oraz Ball no „Michi” (jap. ボールの"道" Bōru no „Michi”).
22 września 2019, podczas wydarzenia kick-off Haikyū!! Shin Series Kickoff Event ~Zenkoku Orange taikai Court e no michi~, które odbyło się w Amfiteatrze Maihama ogłoszono, że czwarty sezon będzie zatytułowany To The Top, a także podano porę emisji – piątek 25.25, natomiast odcinki emitowane będą na antenach MBS i TBS. 18 listopada za pośrednictwem oficjalnej strony internetowej zespołu Burnout Syndromes podano do wiadomości, że premiera czwartego sezonu będzie miała miejsce 10 stycznia 2020, z kolei 29 listopada ogłoszono, że czwarty sezon podzielony zostanie na dwie połowy. Dzień po premierze pierwszego odcinka sezonu na oficjalnej stronie pojawiła się informacja, iż sezon składać się będzie łącznie z 25 odcinków.
Pierwsza połowa (13 odcinków) emitowana była od 10 stycznia do 3 kwietnia, natomiast premiera drugiej (12 odcinków) planowana była na lipiec 2020, jednak 22 maja produkcja podjęła decyzję o jej bezterminowym opóźnieniu w związku z „uwagą poświęconą środkom bezpieczeństwa przeciw rozprzestrzenianiu się pandemii COVID-19”. Nowy termin został ujawniony 13 lipca, w numerze 32/2020 magazynu „Shūkan Shōnen Jump”, gdzie podano do wiadomości, że premiera odbędzie się w październiku, a odcinki emitowane będą na antenach MBS, TBS i BS-TBS w paśmie Animeism. Miesiąc później doprecyzowano datę premiery, tym razem datowaną na 2 października, a także ogłoszono, że druga połowa emitowana będzie premierowo na antenach MBS i TBS w każdy piątek 26.25. Ponadto 15 września na oficjalnej stronie anime podano do wiadomości, że emisja zostanie rozszerzona o stacje CBC i IBC, na których druga połowa emitowana będzie odpowiednio od 6 i 13 października w każdy wtorek. Ostatni odcinek sezonu wyemitowany został 18 grudnia.

## Odcinki specjalne
Odcinki specjalne OVA, zatytułowane kolejno Riku VS Kū (jap. 陸VS空) oraz Ball no „Michi” (jap. ボールの"道" Bōru no „Michi”), zostały zapowiedziane 18 sierpnia podczas wydarzenia Haikyū!! no hi zenjitsu-sai. Premiera obu odcinków miała miejsce po raz pierwszy podczas festiwalu Jump Festa '20, który odbywał się w dniach 21–22 grudnia 2019, a następnie wydane 22 stycznia 2020 na Blu-ray i DVD. 10 stycznia 2020, przy okazji premiery czwartego sezonu anime odcinki te zostały udostępnione przedpremierowo na platformie Crunchyroll na 12 dni przed oficjalną, japońską premierą.

## Muzyka

### Opening
- „PHOENIX” – Burnout Syndromes (odc. 1–13)
- „Toppakō” (jap. 突破口) – Super Beaver (odc. 14–25)

### Ending
- „Kessen Spirit” (jap. 決戦スピリット Kessen Supiritto) – ChiCO/HoneyWorks (odc. 1–13)
- „One Day” – Spyair (odc. 14–24)
- „Imagination” – Spyair (odc. 25)

## Blu-ray/DVD
Wszystkie odcinki sezonu zostały skompilowane do sześciu wydań na Blu-ray i DVD. Pierwszy z nich pojawił się w sprzedaży 18 marca 2020, natomiast premiera ostatniego planowana jest na 21 kwietnia 2021.
8 maja 2020 podano do wiadomości, że premiera 3. tomu wydania Blu-ray i DVD (datowana pierwotnie na 15 lipca) została opóźniona bezterminowo w związku z pandemią COVID-19. Dwa tygodnie później, w związku z decyzją o opóźnieniu premiery drugiej połowy sezonu premiery tomów 4–6 (planowane kolejno na 16 września, 18 listopada i 20 stycznia 2021) również zostały przełożone na czas nieokreślony.
Trzy dni później ustalony został nowy termin premiery 3. tomu wydania, tym razem datowany na 19 sierpnia. Natomiast w przypadku tomów 4–6, informacja o nowej dacie premiery została podana 13 lipca, wraz z ogłoszeniem nowego terminu premiery drugiej połowy sezonu – datowane kolejno na 16 grudnia 2020, 17 lutego 2021 oraz 21 kwietnia 2021.

### Spis tomów
| Tom | Odcinki   | Data wydania     | Kod        | Kod        | Źródło |
| Tom | Odcinki   | Data wydania     | Blu-ray    | DVD        | Źródło |
| --- | --------- | ---------------- | ---------- | ---------- | ------ |
| OVA | OVA       | 22 stycznia 2020 | TBR-29288D | TDV-29289D | [ 16 ] |
| 1   | 1–4 (4)   | 18 marca 2020    | TBR-29326D | TDV-29332D | [ 18 ] |
| 2   | 5–8 (4)   | 20 maja 2020     | TBR-29327D | TDV-29333D | [ 24 ] |
| 3   | 9–13 (5)  | 19 sierpnia 2020 | TBR-29328D | TDV-29334D | [ 25 ] |
| 4   | 14–17 (4) | 16 grudnia 2020  | TBR-29329D | TDV-29335D | [ 26 ] |
| 5   | 18–22 (5) | 17 lutego 2021   | TBR-29330D | TDV-29336D | [ 27 ] |
| 6   | 23–25 (3) | 21 kwietnia 2021 | TBR-29331D | TDV-29337D | [ 19 ] |

## Lista odcinków
| №               | #           | Tytuł                                                    | Reżyseria               | Scenariusz     | Premiera odcinka                                                                           |
| Odcinki OVA     | Odcinki OVA | Odcinki OVA                                              | Odcinki OVA             | Odcinki OVA    | Odcinki OVA                                                                                |
| --------------- | ----------- | -------------------------------------------------------- | ----------------------- | -------------- | ------------------------------------------------------------------------------------------ |
| OVA 4           | OVA 1       | Riku VS Kū (陸VS空)                                      | Masako Satō             | Taku Kishimoto | 21 grudnia 2019 (Jump Festa) 10 stycznia 2020 (Crunchyroll) 22 stycznia 2020 (DVD/Blu-ray) |
| OVA 5           | OVA 2       | Ball no „Michi” Bōru no „Michi” (ボールの"道")           | Shinsaku Sasaki         | Taku Kishimoto | 21 grudnia 2019 (Jump Festa) 10 stycznia 2020 (Crunchyroll) 22 stycznia 2020 (DVD/Blu-ray) |
| Pierwsza połowa |             |                                                          |                         |                |                                                                                            |
| 61              | 1           | Jiko shōkai (自己紹介)                                   | Masako Satō             | Taku Kishimoto | 10 stycznia 2020                                                                           |
| 62              | 2           | Maigo (迷子)                                             | Takahiro Ōtsuka         | Taku Kishimoto | 17 stycznia 2020                                                                           |
| 63              | 3           | Shiten (視点)                                            | Yasushi Muroya          | Taku Kishimoto | 24 stycznia 2020                                                                           |
| 64              | 4           | Raku (楽)                                                | Hideya Itō              | Taku Kishimoto | 31 stycznia 2020                                                                           |
| 65              | 5           | Kūfuku (空腹)                                            | Tomoe Makino            | Taku Kishimoto | 7 lutego 2020                                                                              |
| 66              | 6           | Kōyō (昂揚)                                              | Masayo Nozaki           | Taku Kishimoto | 14 lutego 2020                                                                             |
| 67              | 7           | Henkan (返還)                                            | Hideya Itō              | Taku Kishimoto | 21 lutego 2020                                                                             |
| 68              | 8           | Challenger Charenjā (チャレンジャー)                     | Tomoe Makino            | Taku Kishimoto | 28 lutego 2020                                                                             |
| 69              | 9           | Sorezore no yoru (それぞれの夜)                          | Hiromichi Matano        | Taku Kishimoto | 6 marca 2020                                                                               |
| 70              | 10          | Sensen (戦線)                                            | Toshiyuki Sone          | Taku Kishimoto | 13 marca 2020                                                                              |
| 71              | 11          | Tsunagareru Chance Tsunagareru chansu (繋がれるチャンス) | Hitomi Ezoe Masako Satō | Taku Kishimoto | 20 marca 2020                                                                              |
| 72              | 12          | Senretsu (鮮烈)                                          | Hideya Itō              | Taku Kishimoto | 27 marca 2020                                                                              |
| 73              | 13          | 2-kame (2日目)                                           | Yumi Kamakura           | Taku Kishimoto | 3 kwietnia 2020                                                                            |
| Druga połowa    |             |                                                          |                         |                |                                                                                            |
| 74              | 14          | Rhythm Rizumu (リズム)                                   | Hitomi Ezoe             | Taku Kishimoto | 2 października 2020                                                                        |
| 75              | 15          | Mitsukeru (見つける)                                     | Rokō Ogiwara            | Taku Kishimoto | 9 października 2020                                                                        |
| 76              | 16          | Shitsuren (失恋)                                         | Yūji Horiuchi           | Taku Kishimoto | 16 października 2020                                                                       |
| 77              | 17          | Neko VS Saru (ネコVSサル)                                | Ho Pyeon-gang           | Taku Kishimoto | 23 października 2020                                                                       |
| 78              | 18          | Wana (罠)                                                | Hitomi Ezoe             | Taku Kishimoto | 30 października 2020                                                                       |
| 79              | 19          | Saikyō no chōsensha (最強の挑戦者)                       | Ho Pyeon-gang           | Taku Kishimoto | 6 listopada 2020                                                                           |
| 80              | 20          | Kashira (頭)                                             | Yūji Horiuchi           | Taku Kishimoto | 13 listopada 2020                                                                          |
| 81              | 21          | Hero Hīrō (ヒーロー)                                     | Yumi Kamakura           | Taku Kishimoto | 20 listopada 2020                                                                          |
| 82              | 22          | Hāken (ハーケン)                                         | Masako Satō             | Taku Kishimoto | 27 listopada 2020                                                                          |
| 83              | 23          | Shizukanaru ō no tanjō (静かなる王の誕生)                | Rokō Ogiwara            | Taku Kishimoto | 4 grudnia 2020                                                                             |
| 84              | 24          | Bakemon-tachi no utage (バケモンたちの宴)                | Yumi Kamakura           | Taku Kishimoto | 11 grudnia 2020                                                                            |
| 85              | 25          | Yakusoku no chi (約束の地)                               | Hitomi Ezoe             | Taku Kishimoto | 18 grudnia 2020                                                                            |